# Verdrag ter bescherming van het immaterieel cultureel erfgoed
Het Verdrag ter bescherming van het immaterieel cultureel erfgoed (in het Engels: Convention for the Safeguarding of the Intangible Cultural Heritage) is een internationaal verdrag van de UNESCO, dat tot doel heeft om dingen die behoren tot het niet-materiële culturele erfgoed, zoals tradities, die vanuit internationaal oogpunt gezien belangrijk zijn, te bewaren.
Het verdrag werd op 17 oktober 2003 vastgesteld door de Algemene Conferentie van de Unesco (de organisatie van de Verenigde Naties voor onderwijs, wetenschap, cultuur en communicatie). Het trad in werking in 2006 nadat het 30-ste land (30e lidstaat van Unesco) het verdrag had geratificeerd.
Op basis van dit verdrag is er een lijst in wording van immaterieel erfgoed. Ook is er een beperkte kleinere lijst van die dingen uit de grote lijst die internationaal gezien belangrijk genoeg zijn om echt internationaal beschermd te worden. De landen die tot het verdrag zijn toegetreden nemen op zich om nationaal (dat wil zeggen binnen het eigen land) een lijst op te maken van zaken die in aanmerking komen voor opname op de Unesco-lijst.

## België
In 2006 ondertekende België het verdrag. In Vlaanderen is Kunsten en Erfgoed met de uitvoering belast. Men werkt aan een inventaris maar kan terugvallen op eerdere inventarisaties, zodat er inmiddels al verscheidene tradities zijn aangemeld.

## Nederland
Op 15 mei 2012 ondertekende ook Nederland het verdrag. Het Nederlands Centrum voor Volkscultuur en Immaterieel Erfgoed draagt zorg voor de uitvoering van dit verdrag en maakt de Nationale Inventaris Immaterieel Cultureel Erfgoed opdat kan worden bekeken wat Nederland moet voordragen voor de UNESCO-lijst. Deze Nederlandse ratificatie werd publiekelijk bekendgemaakt tijdens het corso van Zundert op 2 september 2012 door staatssecretaris Halbe Zijlstra.